# 梵天丸
梵天丸（ぼんてんまる）とは、主に小・中学生向けの自分でプログラムを書き動かすことのできる自律型二輪駆動ロボットである。
「メカトロで遊ぶ会」が開発し、全国の科学館等で梵天丸を製作する教室も開かれている。

## 梵天丸の構造
大きさは150 mm×130 mm×70 mm（タイヤ・電池ボックス含む）、重さは約210 g（乾電池含まず）で単3乾電池4個で動く。上部には基板と電池ボックス、下部にはキャスターとギヤボックスがそれぞれ1個、タイヤが2個ある。
1996年8月に仙台市科学館のロボット教室などのために販売開始。2010年12月1日より、梵天丸Ver5を販売開始。

## 名前の由来
少年期に疱瘡（天然痘）に罹り右目を失明した伊達政宗と、 左右の赤外線LEDが発振した赤外線を前方中央の受光ユニット1個で認識し前方の障害物を認識することが似ていることから、政宗が右目を失明したにもかかわらず勇猛で後に「独眼竜政宗」という異名がついたように、梵天丸も子供達による独創的な発想から様々な工夫を凝らすことで大きな仕事を成し遂げてほしい、そしてこの梵天丸に親しんだ子供達の大いなる成長を願う思いから、政宗の幼名「梵天丸」という名前が付けられた。

## 梵天丸のパーツ
赤外線受光ユニット
前部中央に1個あり、前部左右にある赤外線LEDが発振した赤外線が障害物に当たり反射した赤外線を受光することで、障害物を認識している。
また、ソニー製のテレビやビデオのリモコンの赤外線も認識できるので、これで梵天丸を操作することもできる。
赤外線LED前部左右に1個ずつあり、赤外線を発信している。
半固定抵抗器赤外線LEDから発振する赤外線の強さを調節し、障害物を発見できる距離を調節することができる。
「まきもの」とよばれる梵天丸のプログラムに従い、タイヤの動かし方等を決めている。
モータドライバ多くの電流を必要とするモータのために、電流を増幅している。梵天丸にはモータが2つあるため、モータドライバも2つある。
発光ダイオード赤外線受光ユニットで赤外線を受信した時に光る。右の赤外線LEDで受信した時は赤が、左で受信した時は緑が発光する。
ディップスイッチ4個のスイッチがあり、この組み合わせで「まきもの」の「じゅつ」を切り替えることができる。
ピンヘッダプログラム書込器を取り付けたり、拡張ユニット取り付け用の入出力信号端子にも使う。
電池ボックスマジックテープで梵天丸の後部に固定するようになっている。
ギヤボックスタミヤ製「ツインモーターボックス」を使う。最初は「タイプC」（低速タイプ）で組み立てるが、その後他のタイプに変更することもできる。
ただしロボコンジュニアの競技の中には「タイプC」でないと参加できない競技もある。
キャスター椅子などについている一般的なキャスターとは一部違う。
モーター2個のモーターが搭載されている。FA-130モーターを6V用にコイルを巻き替えたもの。
頭脳18ピンのPICワンチップマイコンが使用されている。初期型ではPIC16F84Aが採用されていた。現行では PIC16F628となっており、この変更によりプログラムエリアが拡大し、モーター可変速など機能が向上した。
ロボット改造キット梵天丸用に開発された専用の拡張基盤。LEDの点滅・ブザー・DCモータ・サーボモータなどの出力制御が可能になる。
隠し技まきものには、改造キット発売以前から 模型サーボモータ制御コマンド「ふる」などが実装されていた。

## 梵天丸のプログラミング言語
梵天丸のプログラミング言語は東北学院大学物理情報工学科岩本正敏助教授が開発した「まきもの」と呼ばれるもので、ひらがな・数字・記号で書かれていて小・中学生にも理解しやすいようになっている。
「まきもの」は、命令の最小単位である「だん」が複数個集まった「じゅつ」1個または複数個で構成されている。「まきもの」を書くためには、Windowsのパソコンが必要。また、専用のエディタも公開されている。

### 「まきもの」の例
「まきもの」の中の「だん」は、
```
：1のだん ；だんめい
 ぜんしん5,5 ；こうどう
 みぎだ：2のだん ；次のだんに進むためのじょうけん 次に進むだんめい

```

のようになっている。
「：」（コロン）とひらがなが書かれた部分を「だんめい」とよぶ。その次に梵天丸の動き方「こうどう」を書く。
そして、次のだんに進むための「じょうけん」を書き、その隣に次に進む「だんめい」を書く。
「ぜんしん5,5」の「5,5」は左、右のモータの速度を表す。1-7の値を設定でき「ぜんしん1,5」とすると梵天丸は右に回転する。
「；」（セミコロン）以降その行は注釈を表し、梵天丸の動きには関係ないので書かなくてもいい。また、1つの「だん」には1つの「こうどう」しか書けないが、「じょうけん」は複数あってもよい。
また、「じゅつ」とは、
```
＃1のじゅつ

：1のだん
 ぜんしん5,5
 ！みぎだ：2のだん

：2のだん
 みぎまわれ5,5
 ひだりだ：3のだん

：3のだん
 とまれ

```

のように、複数の「だん」が集まったものを「じゅつ」とよぶ。
「じょうけん」の前に「！」（エクスクラメーションマーク）が書かれていると否定を表すので、「！みぎだ」であれば「右に障害物がない場合」という意味になる。

## 梵天丸への「まきもの」の書き込み
梵天丸へ「まきもの」を書込むには、パソコンと梵天丸プログラム書込器（ROMライタ）が必要。また、パソコンと梵天丸はパソコンのパラレルポート（セントロニクス準拠）にプリンターコードをつなぎ、それと梵天丸プログラム書込器をつなぎ、それを梵天丸のピンヘッダにつなぐ必要がある。
USBには対応しておらず、USBからパラレルに変えるコネクタも使えない。Windows XP/2000/NTで梵天丸プログラム書込器を使用するにはデバイスドライバをインストールする必要がある。
Macintosh等のパソコンでもシリアルポートを利用し梵天丸に「まきもの」を書き込む方法が紹介されているが、「まきもの」を編集することはできない。
2006年基板上に直接接続するUSB書込器が開発され、Vista,XP専用として発売が開始された。これに伴い2008年4月以降プリンタ書込器の販売が停止された。

## ロボコンジュニア
梵天丸の「まきもの」を自分で編集したり、梵天丸自体も改造したり、自分で製作した物をつけたりして、いろいろな競技に挑戦するコンテストである。
メカトロで遊ぶ会・はりまロボットスクールプロジェクト・こうべロボットスクール等が科学館等で開催している。

### 競技の種類
（）内はその競技を行っているグループ
ジャストストップ（メカトロで遊ぶ会）
梵天丸をスタートラインからスタートさせ、UターンラインでUターンさせスタートラインにできるだけ近づけて止まらせる競技。
スタートラインと梵天丸の距離と所要時間がどれだけ30秒に近かったかを計算し、その得点の少なさを競う。
ダンプ・リターン（メカトロで遊ぶ会）
スタートラインからスタートさせ受皿を設置した地点で必ず180度回転しロボットの後方から小玉を受皿に落とし、スタートラインに戻る競技。
受皿に入れることができなかった小玉1個につき2秒を所要時間に加算し、その少なさを競う。
梵天丸に小玉を載せる部分を製作する必要があるが、機構や形状はルールに従っていれば自由である。
フォーミュラー8（はりまロボットスクールプロジェクト・こうべロボットスクール）
競技場に2つの円筒を一定の間隔で置き、梵天丸がその間を8の字を書く時間の短さを競う競技。
スピード8（はりまロボットスクールプロジェクト・こうべロボットスクール）
「フォーミュラー8」とルールは変わらないが、ロボットは梵天丸以外でもよく梵天丸を改造してもよい。
ターゲット（メカトロで遊ぶ会）
梵天丸をスタートラインからスタートさせ、UターンラインでUターンしスタートラインにできるだけ近づけて止まらせる競技。スタートラインとUターンラインの間には障害物として角材がある。
スタートラインの中心からロボットまでの距離（1 cm未満切り捨て）を所要時間に加算し、その少なさを競う。
ただし、2005年からは「ターゲット」に替わり「ジャストストップ」が行われている。
はりま式チキンレース（はりまロボットスクールプロジェクト）、こうべチキンレース（こうべロボットスクール）
スタートラインからスタートし、ターニングラインでUターンし、スタートラインから20cm手前にあるゴールラインにできるだけ近づけて止まらせる競技。
ゴールラインと梵天丸の距離の短さを競う。
パフォーマンス部門（メカトロで遊ぶ会・はりまロボットスクールプロジェクト・こうべロボットスクール）
自分のテーマと工夫した点を発表した後、1分間パフォーマンスを行う。
ただし、メカトロで遊ぶ会とはりまロボットスクールプロジェクト・こうべロボットスクールとでは若干ルールが違う。

## 使用する乾電池
梵天丸に「オキシライド乾電池」を使うと、最悪の場合動かなくなる。